# Campionati europei di judo 1961
I Campionati europei di judo 1961 sono stati la 19ª edizione della competizione organizzata dalla European Judo Union.
Si sono svolti a Milano, in Italia, il 13 maggio 1961.

## Medagliere
| Pos.   | Nazione        | Oro | Argento | Bronzo | Totale |
| ------ | -------------- | --- | ------- | ------ | ------ |
| 1      | Paesi Bassi    | 4   | 1       | 1      | 6      |
| 2      | Francia        | 2   | 5       | 1      | 8      |
| 3      | Germania Est   | 1   | 1       | 1      | 3      |
| 4      | Germania Ovest | 1   | 0       | 3      | 4      |
| 6      | Italia         | 1   | 0       | 2      | 3      |
| 7      | Belgio         | 0   | 2       | 1      | 3      |
| 8      | Austria        | 0   | 1       | 2      | 3      |
| 9      | Regno Unito    | 0   | 0       | 4      | 4      |
| 10     | Cecoslovacchia | 0   | 0       | 2      | 2      |
| 11     | Jugoslavia     | 0   | 0       | 1      | 1      |
| Totale | Totale         | 9   | 9       | 18     | 36     |

## Podi

### Uomini
| Evento         | Oro                   | Argento         | Bronzo                              |
| 1º dan         | Herbert Niemann       | Yves Reymond    | Benno Rigger Josef Novotny          |
| 2º dan         | Jan Van Ierland       | Lionel Grossain | Anthony Sweeney Georges Bouvier     |
| 3º dan         | Jean-Pierre Dessailly | Willem Dadema   | Heinrich Metzler John Ryan          |
| 4º dan         | Nicola Tempesta       | Théo Guldemont  | Daniel Outelet Hein Essink          |
| fino a 68 kg   | Claude Mezembourg     | André Bourreau  | Luigi Fiocchi Frantisek Kuna        |
| fino a 80 kg   | Heinrich Metzler      | Paul Kunisch    | Michel Franceschi Ferdinand Miebach |
| oltre 80 kg    | Anton Geesink         | Herbert Niemann | Franz Sinek Borivoje Cvejic         |
| Categoria Open | Anton Geesink         | Michel Bourgoin | Karl Nitz John Ryan                 |
| Gara a squadre | Paesi Bassi           | Francia         | Gran Bretagna Italia                |